# Otavia
Otavia antiqua is een fossiel van sponsachtigen dat in Namibië in het Nationaal Park Etosha gevonden is. Het is het oudste meercellige dierlijke fossiel aangezien het in gesteenten van 550 tot 750 miljoen jaar (Ma) ontdekt is. Het diertje kan 0,3 tot 5 mm groot zijn. De oudste van deze fossielen stammen uit het Tonium, dat voorafging aan de Cryogene ijstijden. De laatste die zijn gevonden, zijn afkomstig uit de rotsen van de Namagroep, die uit het daaropvolgende Ediacarium stammen. Het diertje overleefde de Sneeuwbalaarde, waarbij de Aarde meerdere malen geheel of gedeeltelijk bedekt was met ijs.
Ze bezitten een exoskelet dat voornamelijk uit calciumfosfaat bestaat. Er bevinden zich meerdere osculum in de wand die de binnenholte in verbinding stelt met het omringende water. Er wordt aangenomen dat de diertjes het water naar binnen stuwden, het daar filterden en de voedzame bestanddelen verteerden.